# Musée des canonniers
Le musée des Canonniers est un musée militaire situé à Lille, installé dans l'ancien couvent des Urbanistes.
Le musée présente une collection d'objets relatifs à la Confrérie de Sainte-Barbe et à la défense de la ville de Lille.
Il fait découvrir des objets de collection de grande valeur historique et unique.
Ce site est desservi par les stations de métro Gare Lille-Flandres et Gare Lille-Europe.

## Historique des canonniers sédentaires de Lille
Les confrères de Sainte-Barbe prêtent serment de défendre la ville de Lille, et de s'entraîner régulièrement à cet effet, en 1483. Ils participent dès lors à la défense de la ville avec les armes de l'artillerie. Ainsi, lorsque Louis XIV, en personne, fait le siège de la ville, les canonniers le combattent. Pour récompenser leur courage, et leur habileté, Louis XIV leur garantit le maintien de leurs privilèges, et leur octroie deux canons d'honneur.
En 1708, les canonniers participent, aux côtés des troupes françaises, à la défense de la ville. Le canonnier maître charron Jacques Boutry s'illustre par son ingéniosité pour réparer la porte d'eau, charnière de la défense lilloise. Il sera récompensé par le maréchal de Boufflers qui l'anoblit.
Le siège de 1792 est le plus marquant de l'histoire des canonniers. La confrérie de Sainte-Barbe a été dissoute, mais les confrères sont tous engagés volontaires et servent dans le même bataillon « Égalité ». La résistance des Lillois est héroïque. Les canonniers n'ont pas quitté les remparts de tout le siège, y compris le capitaine Ovigneur qui apprend que sa maison et ses ateliers brûlent, et que sa femme accouche la nuit même.
Les Lillois vont choisir leurs canonniers comme symbole de leur propre résistance. En effet, la déesse de la Grand'Place (place du Général-de-Gaulle) tient dans la main un boutefeu, symbole de nos canonniers. Les légendes du capitaine Ovigneur, et du canonnier Reboux, meilleur tireur du bataillon, qui aurait réussi à envoyer un boulet dans l'âme d'un mortier autrichien, témoignent aussi de cet engouement des Lillois pour leurs canonniers.
Napoléon Bonaparte aura écho de cette résistance. Et c'est en tant que consul qu'il reforme un bataillon distinct de la Garde nationale : le bataillon des canonniers sédentaires de Lille. Il leur offre les deux canons Gribeauval, présentés au musée, l'hôtel qu'ils habitent toujours, et remet au capitaine Ovigneur, la Légion d'honneur.
Durant la Première Guerre mondiale, les canonniers se battent à Boulogne et Dunkerque, Lille ayant été déclarée ville ouverte.
Les canonniers se battent aussi durant la Seconde Guerre mondiale. En 1939-1940, ils sont affectés à la défense anti-aérienne de la zone Lille-Roubaix-Tourcoing. Ils abattent plusieurs avions ennemis.
Depuis 1997, le bataillon est en attente de mission, mais il existe toujours et participe aux manifestations telles que le défilé du 14 juillet à Lille, ou les célébrations de sainte Barbe, leur sainte patronne.

## Collections du musée

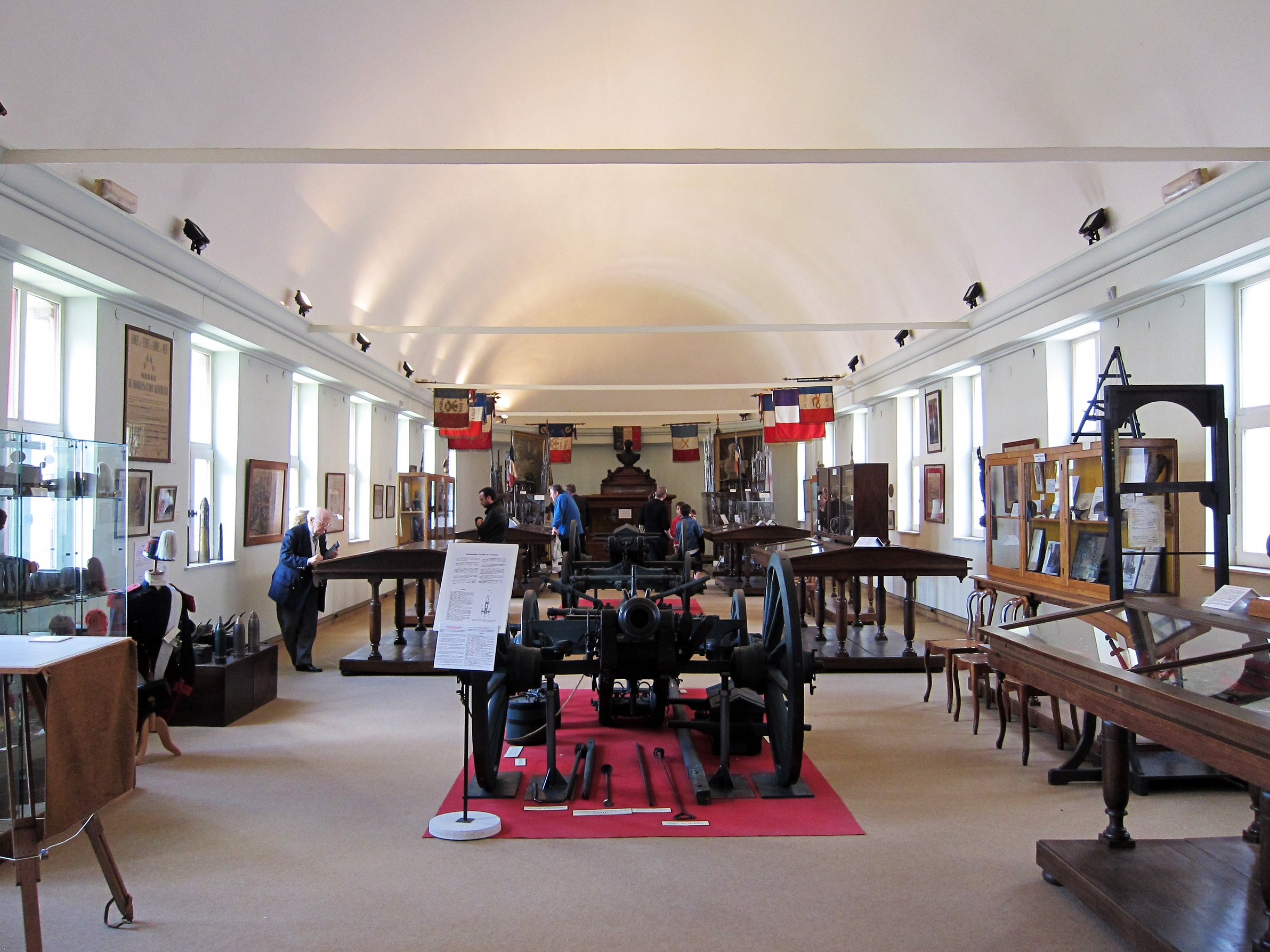
La salle principale du musée.

Le musée des Canonniers sédentaires de Lille est remis en activité une première fois le 2 juin 1962.
Le musée conserve des objets relatifs à l'histoire militaire comme des uniformes, des fusils de 1777 à 1945, des armes blanches, deux pièces de canon exceptionnelles, les fameux Gribeauval, don de Napoléon Bonaparte aux canonniers, mais aussi des témoignages de la vie quotidienne des canonniers, et des éléments retraçant l'histoire de la ville de Lille.